# 에히메현 제2구
에히메현 제2구(愛媛県 第2区)는 일본의 중의원 선거구이다. 1994년 공직선거법으로 신설되었다.

## 지역
- 마쓰야마시 일부
- 이마바리시
- 도온시
- 오치 군
- 이요군

## 역대 중의원 의원
- 무라카미 세이이치로 (소속정당: 자유민주당, 임기: 1996년 ~ 현재)